# Tragia monadelpha
Tragia monadelpha är en törelväxtart som beskrevs av Heinrich Christian Friedrich Schumacher och Peter Thonning. Tragia monadelpha ingår i släktet Tragia och familjen törelväxter.
Artens utbredningsområde är Guinea. Inga underarter finns listade i Catalogue of Life.